# Žibritov
Žibritov (ungarisch Zsibritó) ist eine Gemeinde in der Mitte der Slowakei mit 62 Einwohnern (Stand 31. Dezember 2024), die im Okres Krupina, einem Kreis des Banskobystrický kraj, liegt.

## Geographie

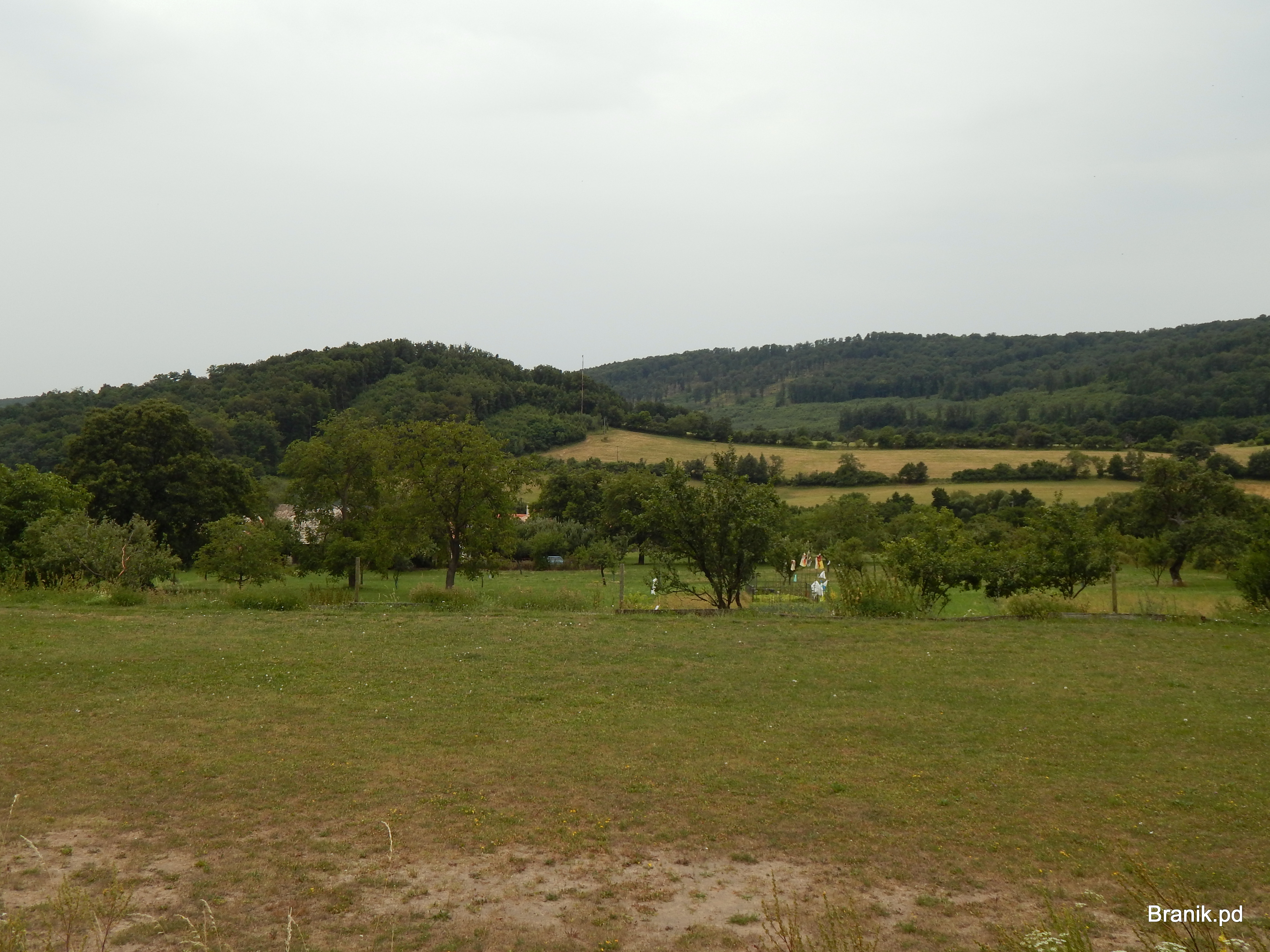
Umgebung von Žibritov

Die Gemeinde befindet sich im Ostteil der Schemnitzer Berge am Oberlauf des Baches Bebrava, eines rechtsseitigen Zuflusses der Krupinica. Südlich des Ortes findet man das Naturdenkmal Krupinské bralce (auch Štangarígel genannt), eine Formation von fünfeckigen Andesitsäulen. Das Ortszentrum liegt auf einer Höhe von 494 m n.m. und ist neun Kilometer von Krupina entfernt (Straßenentfernung).
Nachbargemeinden sind Svätý Anton im Westen und Norden, Krupina im Osten, Kráľovce-Krnišov im Süden und Prenčov im Südwesten.

## Geschichte

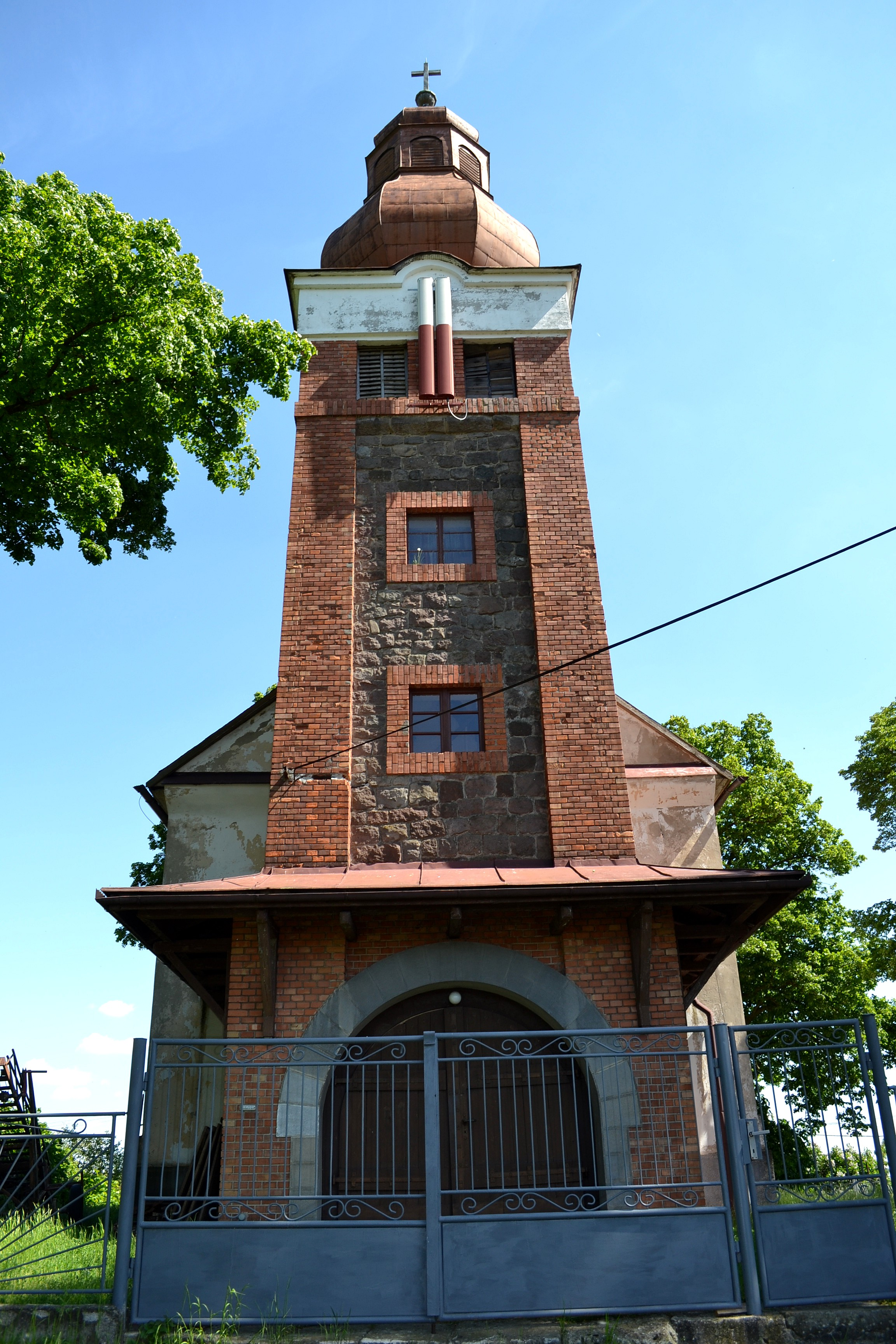
Evangelische Kirche

Žibritov wurde zum ersten Mal 1266 als Seurdfolua beziehungsweise Seweret schriftlich erwähnt, weitere historische Bezeichnungen sind unter anderen Sebrethfolua (1342) und Žibritowce (1773). 1342 war das Dorf Besitz im Herrschaftsgebiet der Burg Litava, ab der ersten Hälfte des 16. Jahrhunderts der Burg Sitno, 1629 war es Besitz des Geschlechts Koháry und im 19. Jahrhundert des Geschlechts Coburg. 1576 wurde die Gemeinde von den osmanischen Truppen zerstört, 1582 (andere Quellen sprechen von 1586) errichtete man hier eine kleine Wehranlage. 1715 hatte die Ortschaft eine Mühle und 31 Haushalte mit einer Tradition der Köhlerei. 1828 zählte man 38 Häuser und 233 Einwohner, die als Landwirte, Viehhalter und Waldarbeiter beschäftigt waren.
Bis 1918 gehörte der im Komitat Hont liegende Ort zum Königreich Ungarn und kam danach zur Tschechoslowakei beziehungsweise heute Slowakei.

## Bevölkerung
| Jahr                | 1994 | 2004     | 2014     | 2024    |
| ------------------- | ---- | -------- | -------- | ------- |
| Anzahl der Personen | 97   | 81       | 67       | 62      |
| Unterschied         |      | −16,49 % | −17,28 % | −7,46 % |

| Jahr                | 2023 | 2024    |
| ------------------- | ---- | ------- |
| Anzahl der Personen | 65   | 62      |
| Unterschied         |      | −4,61 % |

Nach der Volkszählung 2011 wohnten in Žibritov 69 Einwohner, davon 64 Slowaken. Vier Einwohner gaben eine andere Ethnie an und ein Einwohner machte keine Angabe zur Ethnie.
34 Einwohner bekannten sich zur römisch-katholischen Kirche und 31 Einwohner zur Evangelischen Kirche A. B. Drei Einwohner waren konfessionslos und bei einem Einwohner wurde die Konfession nicht ermittelt.

## Bauwerke und Denkmäler

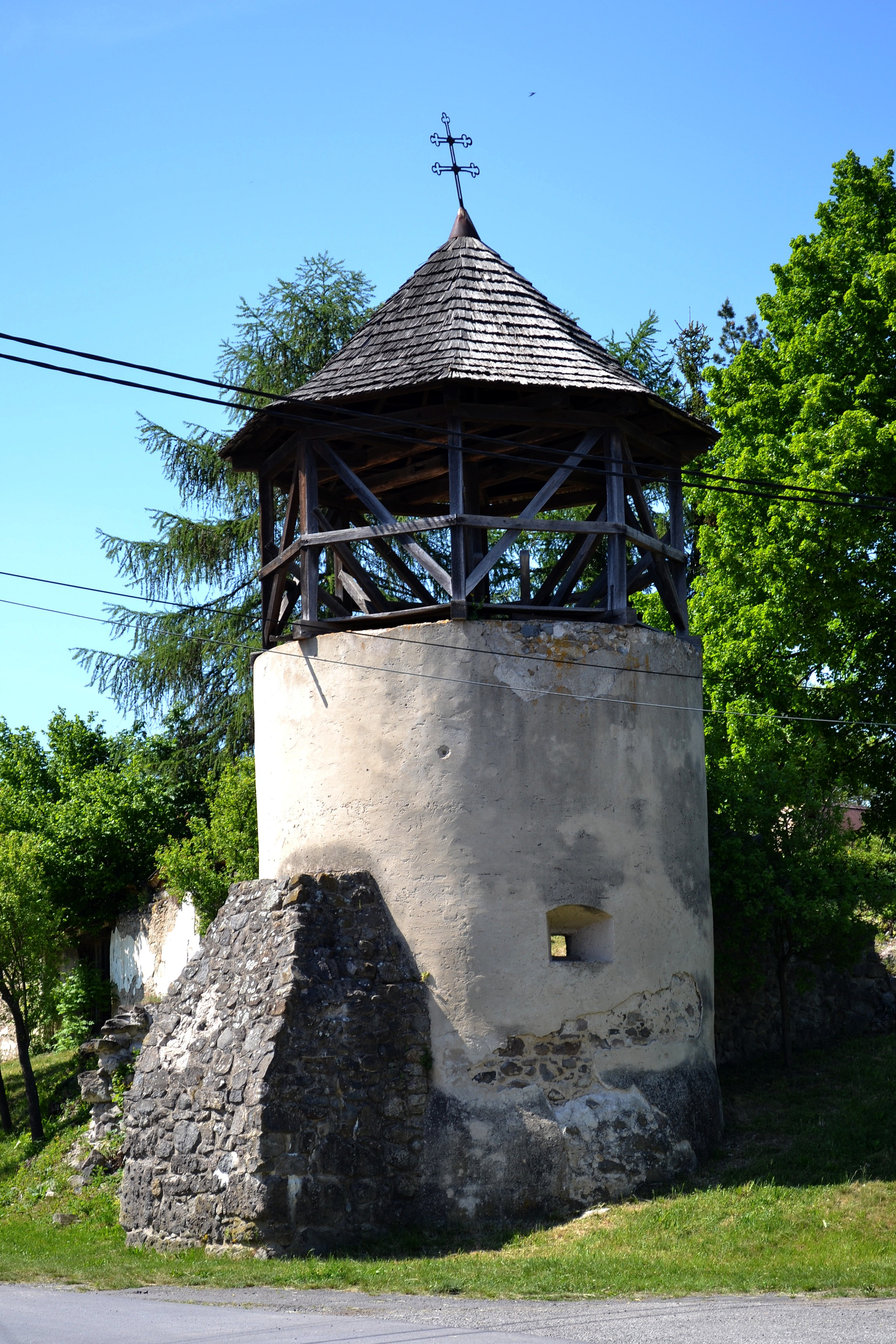
Glockenturm, ehemalige Bastei

- Ruinen einer Wehranlage, die durch Umbau der spätmittelalterlichen Ladislauskirche im Jahr 1582/1586 entstand. Heute steht nur noch die ehemalige Bastei, die später als Glockenturm neu gewidmet wurde. Bis 2009 befand sich dort eine Glocke aus der Werkstätte des Wiener Metallgießers Balthasar Herold aus dem Jahr 1680.[7]
- evangelische Kirche aus dem Jahr 1838